# Discothyrea denticulata
Discothyrea denticulata é uma espécie de formiga do gênero Discothyrea, pertencente à subfamília Proceratiinae.